# Horst Mahler
Horst Mahler (n. 23 ianuarie 1936, Haynau, Statul Liber Prusia⁠(d), Reich-ul German – d. 27 iulie 2025, Berlin, Germania) a fost un extremist german.
A fost condamnat de mai multe ori pentru „incitare la ură între popoare” (în germană Volksverhetzung), negare a Holocaustului, terorism și jaf armat.
Fiu de medic stomatolog, Mahler s-a refugiat după terminarea celui de-al Doilea Război Mondial împreună cu familia în ce urma să fie RDG, dar la scurt timp după ce tatăl său s-a sinucis în 1949, familia s-a mutat în RFG.
Mahler, care în 1956 s-a înscris în SPD, a studiat dreptul la Universitatea Liberă din Berlin cu prestigioasa bursă a „Fundației Academice a Poporului German” (Studienstiftung des deutschen Volkes). După ce s-a înscris în 1960 în Uniunea Socialistă a Studenților Germani (SDS), Mahler a fost dat afară din SPD. La terminarea studiilor a înființat, în 1964, un birou de avocatură în Berlinul de Vest, apărând, printre alții, mai mulți studenți activi în „Opoziția Extraparlamentară” (Außerparlamentarische Opposition, APO), pe Beate Klarsfeld, pe viitorii teroriști Andreas Baader și Gudrun Ensslin și pe anarhistul Fritz Teufel.
În 1970 a fost unul din membrii fondatori ai organizației teroriste de stânga RAF, cu care a participat la eliberarea lui Andeas Baader din închisoare și la trei jafuri. Împreună cu vreo 20 de membrii RAF a fugit în septembrie 1970 în Iordania pentru a se instrui în „luptă armată”. Întors la Berlin, a fost arestat în octombrie 1970 și condamnat la 14 ani închisoare pentru „eliberarea unui deținut” și jaf armat. Când gruparea teroristă „2 iunie” l-a răpit în februarie 1975 pe politicianul vest-german Peter Lorenz pentru a obține eliberarea lui Mahler și a altor șase teroriști, Mahler a fost singurul care a refuzat să fie eliberat. Cu ajutorul avocatului Gerhard Schröder, viitorul cancelar, Mahler a fost eliberat în 1980, după ce ispășise două treimi din pedeapsă.
În anii 1990 a trecut în extrema dreaptă, devenind membru al Partidului Național Democrat al Germaniei (NDP) în august 2000. Când și-a dat demisia din partid în 2003 a motivat acest lucru cu faptul că NDP este un partid parlamentar, care ca și întregul sistem parlamentar este menit să dispară.
În 2003 a înființat „Asociația Reabilitării Celor Persecutați din Cauză că Neagă Holocaustul” (Verein zur Rehabilitierung der wegen Bestreitens des Holocaust Verfolgten), care a fost interzisă în 2008 ca fiind anticonstituțională.
În 2004 a fost dat în judecată, ca membru fondator al organizației neonaziste „Deutsches Kolleg”, pentru „incitare la ură între popoare”, interzicându-i-se să mai practice ca avocat. Deoarece în timpul procesului a amenințat cu moartea procurorii, membrii juriului și judecătorii, a fost din nou dat în judecată, și după o expertiză psihiatrică a stabilit că este competent, a fost condamnat la nouă luni închisoare.
În 2006 i-a fost confiscat pașaportul timp de 6 luni pentru a-l împiedica să participa la Conferința Holocaustului din Teheran.
În 2007 l-a salutat pe interviatorul evreu Michel Friedman cu cuvintele „Heil Hitler, domnule Friedman”, negând în timpul interviului Holocaustul. Pentru aceasta a fost condamnat la zece luni închisoare. În 2009 a fost din nou condamnat pentru „incitare la ură între popoare”, de data asta la șase ani închisoare.
În 2009 i-a fost retrasă permisiunea de a profesa ca avocat.
Partenera lui, Sylvia Stolz, este ea însăși condamnată pentru negarea Holocaustului și „incitare la ură între popoare”.